# Ariomardos
 (octobre 2014).
Si vous disposez d'ouvrages ou d'articles de référence ou si vous connaissez des sites web de qualité traitant du thème abordé ici, merci de compléter l'article en donnant les références utiles à sa vérifiabilité et en les liant à la section « Notes et références ».
Ariomardos est un prince perse. Il est le septième fils du roi Darius Ier et le seul enfant que lui donna sa troisième épouse la reine Parmys.
Il a 15 frères : 
- Arsamès
- Gobryas
- Xerxès Ier
- Masistès
- Hystaspès
- Ariamenes
- Abrocomès
- Hypérantès
- Artobarzanès
- Ariabignès
- Arsamenes
- Istin
- Pandusassa

Il a trois sœurs : 
- Artazostre
- Candravarna
- Mandane parfois identifiée à Sandauce